# Боян Българанов (жилищен комплекс)
 Тази статия е за квартала на Шумен Боян Българанов.  За политика вижте Боян Българанов.  
Боян Българанов е жилищен комплекс на град Шумен, разположен в северозападната част на града. Съставен е от два района Боян Българанов 1 и 2.
Боян Българанов 1 е разположен на север от Боян Българанов 2, в близост до бивше поделение известно като танковият полк.
В комплекса се намират жилищните блокове с адресни номера: „Искър“ – 1,3,5; „Генерал Драгомиров“ – 1,2,3,4,5,6,7,8,9,10,11,54,56. Намират се още 24 ДГ „Светулка“ и 33 ДГ „Калинка“. В комплекса се намира обръщачът на почти всички автобусни линии.
Боян Българанов 2 е разположен между Боян Българанов 1 и квартал „Гривица“.
В комплекса се намират жилищните блокове с номера: 11,12,13,14,15,16,18,19,20,21. Намират се още СУ „Трайко Симеонов“.